# Ars-sur-Formans
Ars-sur-Formans é uma comuna francesa na região administrativa de Auvérnia-Ródano-Alpes, no departamento de Ain, situada ao norte de Lyon.

## Demografia
Em 2006 Ars-sur-Formans apresentava uma população de 1244 habitantes, distribuídos por 418 lares.
| 1793 | 1800 | 1806 | 1821 | 1831 | 1836 | 1841 | 1846 | 1851 |
| ---- | ---- | ---- | ---- | ---- | ---- | ---- | ---- | ---- |
| 222  | 211  | 230  | 268  | 304  | 337  | 399  | 501  | 510  |

| 1856 | 1861 | 1866 | 1872 | 1876 | 1881 | 1886 | 1891 | 1896 |
| ---- | ---- | ---- | ---- | ---- | ---- | ---- | ---- | ---- |
| 522  | 492  | 561  | 583  | 584  | 516  | 522  | 512  | 481  |

| 1901 | 1906 | 1911 | 1921 | 1926 | 1931 | 1936 | 1946 | 1954 |
| ---- | ---- | ---- | ---- | ---- | ---- | ---- | ---- | ---- |
| 495  | 473  | 497  | 488  | 450  | 441  | 470  | 481  | 522  |

| 1962 | 1968 | 1975 | 1982 | 1990 | 1999  | 2006  | 2007 | - |
| --- | ---- | ---- | ---- | ---- | ----- | ----- | ---- | - |
| 460 | 496  | 480  | 719  | 851  | 1 102 | 1 244 | 1264 | - |
| Para os censos de 1962 a 2006 a população legal corresponde à popolução sem duplicidades, segundo define o INSEE. |      |      |      |      |       |       |      |   |

## Cura d'Ars
Ars é conhecida mundialmente por ser a cidade em que São João Maria Vianney exerceu seu ministério (tornando-se assim, em sua época um grande centro e pólo espiritual da Europa), durante toda a sua vida sacerdotal. Recebeu milhões de pessoas, entre elas cardeais, bispos e padres, para lhes atender confissões e orientar espiritualmente.